# 少年少女世界推理文学全集
少年少女世界推理文学全集（しょうねんしょうじょすいりぶんがくぜんしゅう）は、1963年から1965年にかけてあかね書房より刊行された推理小説の叢書である。推理小説のシリーズであるが、19巻と20巻にはSF小説が収載されている。短編集を除くと長編2つを組み合わせて1巻を構成している。クエスチョンマークを埋め込んだ洒落た装丁で長く人気を得た。
監修は川端康成、中野好夫、阪本一郎。箱付きハードカバー。全20巻。

## 一覧
- 1)『モルグ街の怪事件』（The Murders in the Rue Morgue、エドガー・アラン・ポオ、久米元一訳）
- 2)『シャーロック・ホームズの冒険』（コナン・ドイル、白木茂訳）

「バスカービルの魔の犬」 (The Hound of the Baskervilles)
「まだらのひも」 (The Adventure of the Speckled Band)
「赤毛クラブの秘密」 (The Red-Headed League)
- 3)『赤い家の秘密 / 黄色いへやのなぞ』（The Red House Mystery、A・A・ミルン、神宮輝夫訳 / Le Mystère de la chambre jaune、ガストン・ルルー、神宮輝夫訳）
- 4)『ルパンの冒険』（モーリス・ルブラン、那須辰造訳）

「アルセーヌ・ルパンの冒険」（Une aventure d'Arsène Lupin）
「奇巌城」（L'Aiguille creuse）
「水晶のせんの秘密」 （Le bouchon de cristal）
- 5)『ふしぎな足音』（G・K・チェスタトン、前川康男訳）

「青い十字架」 (The Blue Cross)
「ふしぎな足音」 (The Queer Feet)
「飛ぶ星」 (The Flying Stars)
「スマートさんの金魚」 (The Song of the Flying Fish)
「霧のなかに消えたグラス氏」 (The Absence of Mr Glass)
「古城のなぞ」 (The Chief Mourner of Marne)
- 6)『魔女のかくれ家 / 二つの腕輪』（Hag's Nook / To Wake the Dead、ディクスン・カー、内田庶訳）
- 7)『ABC怪事件 / 恐怖の旅客機』（The ABC Murders / Death in the Clouds、アガサ・クリスティー、塩谷太郎訳）
- 8)『エジプト十字架の秘密 / 十四のピストルのなぞ』（The Egyptian Cross Mystery / There Was An Old Woman、エラリイ・クイーン、亀山竜樹訳）
- 9)『恐怖の黒いカーテン / アリスが消えた』（The Black Curtain / All At Once，No Alice、ウィリアム・アイリッシュ、福島正実訳）
- 10)『学園の名探偵 / スパイの秘密』（Murder at School、ジェームズ・ヒルトン / Ashenden: Or the British Agent、ウィリアム・サマセット・モーム、高橋豊訳）
- 11)『のろわれた沼の秘密』（Mystery of the Haunted Pool、フィリス・A・ホイットニー、白木茂訳）
- 12)『マギル卿さいごの旅 / チェーンの秘密』（Sir John Magill's Last Journey / Inspector French and the Cheyne Mystery、F・W・クロフツ、内田庶訳）
- 13)『エジプト王ののろい / スコッチ・テリアのなぞ』（The Scarab Murder Case / The Kennel Murder Case、S・S・ヴァン・ダイン、伊藤富造訳）
- 14)『あかつきの怪人 / 暗黒街捜査官』（The Holy Terror、レスリー・チャータリス、福島正実訳 / Pick-up on Noon Street、レイモンド・チャンドラー、福島正実訳）
- 15)『X線カメラのなぞ / マルタの鷹』（E・S・ガードナー）／ The Maltese Falcon、ダシール・ハメット、亀山竜樹訳）
- 16)『非常階段 / シンデレラとギャング』（Fire Escape / Cinderella and the Mob、コーネル・ウールリッチ、常盤新平訳）
- 17)『名探偵シャーロック・ホームズ』（コナン・ドイル、白木茂訳）

「青いルビー」 (The Adventure of the Blue Carbuncle)
「口のまがった男」 (The Man with the Twisted Lip)
「恐怖のオレンジの種」 (The Five Orange Pips)
「消えた名馬 「しろがね号」」 (Silver Blaze)
「秘密書類事件」 (The Naval Treaty)
「六つのナポレオン像」 (The Adventure of the Six Napoleons)
- 18)『ジキル博士とハイド氏 / 自殺クラブ』（The Strange Case of Dr. Jekyll and Mr. Hyde / The Suicide Club、ロバート・ルイス・スティーヴンソン、飯島淳秀訳）
- 19)『ノバ爆発の恐怖 / 人工頭脳の怪（Gulf、ロバート・A・ハインライン、内田庶訳 / Donovan's Brain、カート・シオドマク、内田庶訳）
- 20)『生きている首 / 暗黒星雲』（Glova Professora Douelya、アレクサンドル・ベリャーエフ、福島正実訳 / The Stars, Like Dust、アイザック・アシモフ、福島正実訳）